# Distretto di Donoso
Il distretto di Donoso è un distretto di Panama nella provincia di Colón con 12.810 abitanti al censimento 2010

## Geografia antropica

### Suddivisioni amministrative
Il distretto è suddiviso in sei  comuni (corregimientos):
- Miguel de la Borda
- Coclé del Norte
- El Guásimo
- Gobea
- Río Indio
- San José del General